# Хмел (футбольний клуб)
Футбольний клуб «Хмел» (чеськ. Fotbalový klub Chmel Blšany) — колишній чеський футбольний клуб з містечка Блшани. Клуб грав у Першій чеській лізі між 1998 і 2006 роками, і був першим професійним клубом воротаря Петра Чеха. Клуб був розпущений в 2016 році після зняття з регіонального чемпіонату 2016—2017 років (п'ятий рівень системи футбольних ліг Чехії).
Клуб був заснований як «Сокол Блшани» в 1946 році. Клуб грав на міському стадіоні місткістю 2300 глядачів. Це означало, що навіть за присутності кожного жителя містечка Блшани на трибунах залишалося близько 1500 вільних місць.

## Історія
Клуб «Хмел» був заснований у 1946 році як «Сокол Блшани». Тривалий час клуб грав на аматорському рівні. У 1988 році команді вдалося вийти в дивізіон, а через 3 роки — в третю чехословацьку лігу. У 1993 році «Хмел» (або «Хмелярі», як їх називали уболівальники) досяг другої чеської ліги, а в 1998 році — першої ліги. У сезоні 1998—1999 років клуб «Хмел» несподівано зайняв 6-те місце в чемпіонаті. У сезоні 2005—2006 років команда посіла останнє місце в лізі, та вибула до другої ліги. У першому сезоні в другому дивізіоні в 2006—2007 роках клуб фінішував восьмим, але був понижений до третього дивізіону через те, що не отримав ліцензії від ліги з фінансових причин. У сезоні 2007—2008 років клуб зайняв останнє місце в третьому дивізіоні, здобувши лише 4 перемоги, і вибули втретє за 3 сезони. Не стало краще і в сезоні 2008—2009 років, коли, посівши 14-те місце з 16 команд у дивізіоні B четвертого дивізіону Чехії, команда вилетіла в четвертий раз поспіль, частково через відрахування 3 очок через фінансові проблеми. У сезоні 2009—2010 років клуб посів третє місце в чемпіонаті Устецького регіону п'ятого рівня, й уник вильоту вперше з сезону 2004—2005 років. Наприкінці сезону 2010—2011 «Хмел» повернувся до четвертого дивізіону Чехії.
Серед відомих у минулому гравців клубу є, зокрема, Петр Чех (1999–2001 роки), Ян Шимак (1996–2000 роки), Ян Велкоборський (1999–2003 роки), Їржи Немець (2002–2003 роки), Даніел Коларж (2005 рік), Патрік Гедеон (1995–2001 і 2007 роки) і Штепан Вахоушек (2001 рік).